# Blountstown
Blountstown ist eine Stadt und zudem der County Seat des Calhoun County im US-Bundesstaat Florida.  Das U.S. Census Bureau hat bei der Volkszählung 2020 eine Einwohnerzahl von 2.266 ermittelt.

## Geographie
Blountstown liegt rund 70 km westlich von Tallahassee.

## Geschichte
1880 wurde Blountstown zum County Seat des Calhoun County erhoben und ein erstes Courthouse erbaut. Ein zweites, von 1903 bis 1973 als Courthouse genutztes Gebäude ist heute im NRHP gelistet.
Das Eisenbahnzeitalter in Blountstown begann 1909 mit der Eröffnung einer Bahnstrecke durch die Marianna & Blountstown Railroad nach Marianna, wo Anschluss an die damals von der Louisville and Nashville Railroad betriebenen Strecke Pensacola – Chattahoochee bestand. Bis 1929 wurde auf der Linie Personenverkehr und bis 1972 Güterverkehr betrieben, ehe die Strecke stillgelegt wurde.

## Demographische Daten
Laut der Volkszählung 2010 verteilten sich die damaligen 2514 Einwohner auf 1045 Haushalte. Die Bevölkerungsdichte lag bei 302,9 Einw./km². 67,6 % der Bevölkerung bezeichneten sich als Weiße, 27,9 % als Afroamerikaner, 0,9 % als Indianer und 0,5 % als Asian Americans. 1,1 % gaben die Angehörigkeit zu einer anderen Ethnie und 2,1 % zu mehreren Ethnien an. 2,8 % der Bevölkerung bestand aus Hispanics oder Latinos.
Im Jahr 2010 lebten in 34,1 % aller Haushalte Kinder unter 18 Jahren sowie 37,1 % aller Haushalte Personen mit mindestens 65 Jahren. 63,8 % der Haushalte waren Familienhaushalte (bestehend aus verheirateten Paaren mit oder ohne Nachkommen bzw. einem Elternteil mit Nachkomme). Die durchschnittliche Größe eines Haushalts lag bei 2,39 Personen und die durchschnittliche Familiengröße bei 3,03 Personen.
26,1 % der Bevölkerung waren jünger als 20 Jahre, 20,9 % waren 20 bis 39 Jahre alt, 22,9 % waren 40 bis 59 Jahre alt und 30,1 % waren mindestens 60 Jahre alt. Das mittlere Alter betrug 43 Jahre. 44,8 % der Bevölkerung waren männlich und 55,2 % weiblich.
Das durchschnittliche Jahreseinkommen lag bei 31.892 $, dabei lebten 24,6 % der Bevölkerung unter der Armutsgrenze.
Im Jahr 2000 war Englisch die Muttersprache von 98,01 % der Bevölkerung, spanisch sprachen 1,32 % und 0,66 % sprachen deutsch.

## Sehenswürdigkeiten
Die Cayson Mound and Village Site und das Old Calhoun County Courthouse sind im National Register of Historic Places gelistet.

## Schulen
- Blountstown Elementary School
- Blountstown Middle School
- Blountstown Senior High School

## Verkehr
Blountstown wird von den Florida State Roads 20, 69 und 71 durchquert. Der nächste Flughafen ist der Tallahassee International Airport (rund 70 km entfernt).

## Kriminalität
Die Kriminalitätsrate lag im Jahr 2010 mit 111 Punkten (US-Durchschnitt: 266 Punkte) im niedrigen Bereich. Es gab sechs Körperverletzungen, drei Einbrüche, 27 Diebstähle und zwei Autodiebstähle.

## Söhne und Töchter der Stadt
- Carey Loftin (1914–1997), Schauspieler und Stuntman
- Fuller Warren (1905–1973), Politiker und von 1949 bis 1953 der 30. Gouverneur von Florida